# Надання Томосу про автокефалію Православної церкви України (золота монета)
«Надання́ То́мосу про автокефа́лію Правосла́вної це́ркви Украї́ни» — золота пам'ятна монета Національного банку України номіналом 100 гривень, присвячена події, яка є ствердженням великої історичної справедливості, гарантією духовної свободи нашого народу. Томос, текст якого ухвалено архієрейським синодом Вселенського патріархату, офіційно затверджує канонічний автокефальний статус Православної церкви України як однієї з 15 помісних православних церков.
Монету введено в обіг 25 березня 2019 року. Вона належить до серії «Духовні скарби України».

## Опис монети та характеристики
| Номінал грн. | Метал            | Маса, г      | Діаметр, мм | Якість виготовлення | Гурт                           | Тираж, штук |
| ------------ | ---------------- | ------------ | ----------- | ------------------- | ------------------------------ | ----------- |
| 100          | золото 900 проби | 31,1 / 34,56 | 32,0        | пруф                | гладкий із заглибленим написом | 1 500       |

### Аверс
На аверсі монети розміщено: угорі півколом напис: «ВІД ХРЕЩЕННЯ ДО ТОМОСУ. ТИСЯЧОЛІТНІЙ ШЛЯХ УКРАЇНСЬКОЇ ЦЕРКВИ»; внизу: малий Державний Герб України та написи «УКРАЇНА/100/ГРИВЕНЬ»; у центрі на дзеркальному тлі абрису собору Святого Георгія у Стамбулі — бані Софійського собору в Києві, по обидва боки від центрального куполу — роки «988» та «2019».

### Реверс
На реверсі монети на дзеркальному тлі зображено Вселенського Патріарха Варфоломія, який підписує Томос; розміщено написи: «БЛАГОСЛОВЛЯЄМО ТА ПРОГОЛОШУЄМО ПРАВОСЛАВНУ ЦЕРКВУ В УКРАЇНІ АВТОКЕФАЛЬНОЮ» (півколом угорі) та «ВСЕЛЕНСЬКИЙ ПАТРІАРХ»/ВАРФОЛОМІЙ (унизу).

## Автори

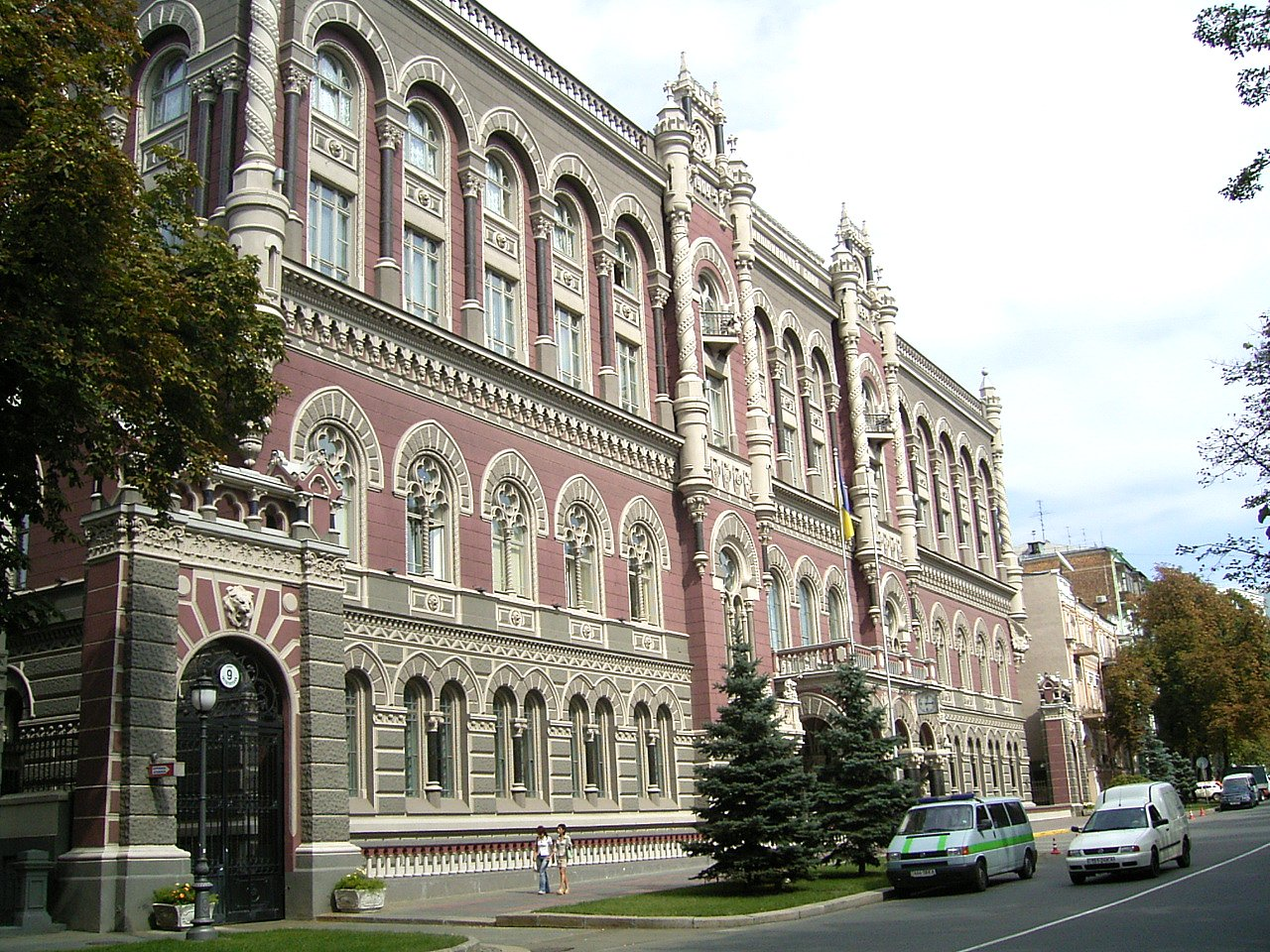
Будівля Національного банку України

- Художники: Таран Володимир, Харук Олександр, Харук Сергій.
- Скульптори: Демяненко Анатолій, Чайковський Роман.

## Вартість монети
Під час введення монети в обіг 2019 року, Національний банк України реалізовував монету за ціною 48015 гривень.
Фактична приблизна вартість монети, з роками змінювалася так:
| Рік        | 2019   | 2020   | 2021   | 2022   | 2023   | 2024    | 2025    |
| ---------- | ------ | ------ | ------ | ------ | ------ | ------- | ------- |
| Ціна, грн. | 52 000 | 52 800 | 65 600 | 82 000 | 98 000 | 119 000 | 195 000 |